# 1919年オーストラレーシアン選手権
1919年 オーストラレーシアン選手権（1919ねんオーストラレーシアンせんしゅけん、1919 Australasian Championships）に関する記事。オーストラリア・シドニー市内にある「ホワイトシティ・テニスクラブ」にて開催。

## 大会の流れ
- 1918年11月に第1次世界大戦が終結し、各種のスポーツ競技大会も開催が再開された。テニス4大大会の場合、全米選手権だけは戦時中も続行されていた。終戦後の4大大会としては1919年ウィンブルドン選手権が最初のイベントであり、「1919年全豪選手権」の実際の開催時期は1920年1月後半であった。
- 1921年まで、全豪選手権の実施競技は男子シングルス・男子ダブルスの2部門のみであった。女子競技の3部門（女子シングルス・女子ダブルス・混合ダブルス）が増設されるのは、1922年からである。
- 1926年まで、大会名称は「オーストラレーシアン選手権」（Australasian Championships）という名前であった。「オーストラリア選手権」（Australian Championships）の名称になるのは、1927年以後である。
- 初期の全豪選手権のように、外国人出場者が少なかった時期は、地元オーストラリア人選手の国旗表示を省略する。

## 大会経過

### 男子シングルス
準々決勝
- アルガーノン・キングスコート vs.  アルフレッド・ビーミッシュ　不戦勝
- ジェームズ・アンダーソン vs. ヘンリー・マーシュ　6-1, 6-8, 6-4, 6-3
- アーサー・ロウ vs. パット・オハラウッド　6-3, 6-2, 6-2
- エリック・ポックリー vs. L・ダービー　6-3, 6-4, 6-0

準決勝
- アルガーノン・キングスコート vs. ジェームズ・アンダーソン　3-6, 7-5, 6-4, 6-3
- エリック・ポックリー vs.  アーサー・ロウ　6-4, 6-3, 6-1

## 決勝戦の結果
- 男子シングルス： アルガーノン・キングスコート vs. エリック・ポックリー　6-4, 6-0, 6-3
- 男子ダブルス：パット・オハラウッド＆ロナルド・トーマス vs. ジェームズ・アンダーソン＆ アーサー・ロウ　7-5, 6-1, 7-9, 3-6, 6-3